# Teófilo Juárez
Teófilo Juárez (Santiago del Estero, 9 de febrero de 1910) fue un futbolista de nacionalidad argentina que se destacó como defensor. Es el primer futbolista profesional que pasó de un club argentino (River Plate) a uno español (Atlético de Madrid).

## Historia
Tras jugar en clubes de su ciudad natal en Santiago del Estero y haberse consagrado campeón con el seleccionado provincial, llegó al Canalla en 1929. Durante su primera temporada peleó el puesto con Julio García, afianzándose al siguiente año. Rosario Central se consagró campeón de la Copa Nicasio Vila en ese 1930 y Juárez aportó además 12 goles, siendo el segundo máximo anotador del equipo tras el delantero Ramón Luna (18 tantos).
Fue transferido en 1932 a Chacarita Juniors, equipo con el que debutó en la era profesional en la élite. Después de dos temporadas fue adquirido por River Plate, en donde le tocó alternar la titularidad con Alberto Cuello en la defensa.
En 1936 fue transferido al Atlético de Madrid, club en el que participó en un amistoso formando conjunto con Real Madrid y luego retornó a Argentina ante la inminencia del inicio de la Guerra Civil Española.
Recaló en Tigre: en la formación de Victoria se convirtió en uno de los jugadores más utilizados, ofreciendo un buen rendimiento. Dejó al Matador y fue transferido a Racing Club. Con el nuevo club disputó una temporada, en 1939.
Al año siguiente jugó para el San Pablo de Brasil, donde junto a su compatriota Juan Castagno se convirtieron en los primeros argentinos en vestir los colores de la institución paulista. Se retiró en 1941 después de jugar 12 partidos con el Palmeiras.

## Trayectoria
| Club               | País      | Período   |
| ------------------ | --------- | --------- |
| Rosario Central    | Argentina | 1929-1931 |
| Chacarita Juniors  | Argentina | 1932-1934 |
| River Plate        | Argentina | 1934-1936 |
| Atlético de Madrid | España    | 1936      |
| Tigre              | Argentina | 1937-1939 |
| Racing Club        | Argentina | 1939      |
| San Pablo          | Brasil    | 1940      |
| Palmeiras          | Brasil    | 1941      |

## Palmarés

### Campeonatos nacionales no oficiales
| Título                  | Club            | Provincia | Año  |
| ----------------------- | --------------- | --------- | ---- |
| Liga Rosarina de Fútbol | Rosario Central | Santa Fe  | 1930 |